# Likhopo Football Club
Maillots
Actualités
Le Likhopo Football Club est un club lésothien de football basé à Maseru, la capitale du pays.

## Historique
Fondé à Maseru, le club compte à son palmarès deux championnats et une Coupe du Lesotho, réalisant notamment le doublé lors de la saison 2005-2006.
Au niveau international, les bons résultats en championnat et en Coupe ont permis au club de participer aux compétitions organisées par la CAF, sans jamais cependant parvenir à dépasser le premier tour ni même marquer un seul but.
Parmi les joueurs ayant porté les couleurs du club, on peut citer les internationaux lésothiens Bokang Mothoana, Sello Muso ou Thapelo Tale.

## Palmarès
- Championnat du Lesotho (2) :
  - Vainqueur : 2005 et 2006

- Coupe du Lesotho (1) :
  - Vainqueur : 2006